# Me Deixa de Quatro
Me Deixa de Quatro é um filme brasileiro de 1981 dirigido por Fauzi Mansur.

## Sinopse
Guido é um borracheiro casado com Sofia, muito embora tenha uma amante chamada Lucy. Contudo, Guido descobre que filho, Dirceu, abandona a namorada e passa a se relacionar com um homossexual, Darci, e passa então a usar de todos os meios possíveis para despertar no filho o interesse pelas mulheres.

## Elenco
- Helena Ramos como Sofia
- Rossana Ghessa como Lucy
- Serafim Gonzalez como Guido
- Carlos Arena como Darci
- Arlindo Barreto como Dirceu
- Zaira Bueno
- Darby Daniel
- Suleiman Daoud
- Aryadne de Lima
- Cecílio Giglioti
- Nair Isaguirre